# Ficinia sylvatica
Ficinia sylvatica är en halvgräsart som beskrevs av Carl Sigismund Kunth. Ficinia sylvatica ingår i släktet Ficinia och familjen halvgräs. Inga underarter finns listade i Catalogue of Life.